# Бишоп, Дженнифер
Дженнифер Бишоп (англ. Jennifer Bishop; род. 1 мая 1957, Кливленд, Массачусетс) — американская фотожурналистка из Балтимора, известная своими работами в жанре уличной фотографии.

## Биография
Бишоп 1 мая 1957 года родилась в Кливленде и выросла в Тайрингеме, штат Массачусетс. В 1979 году окончила Университет Джонса Хопкинса.

## Деятельность
Была одним из основателей альтернативного еженедельника Baltimore City Paper', когда он начал выходить в 1977 году, и с момента его создания до 1994 года она постоянно делала для него фотографии.
В 2006 году она открыла «South Carolina Heart Gallery» — первую в Мэриленде фотовыставку, посвящённую усыновлению детей с особыми потребностями.
Бишоп предоставила фотографии для The Baltimore Sun, Baltimore City Paper, Baltimore News-American, журнала The Washington Post, журнала Health, журнала People, USA Today и других изданий. Помимо коммерческой работы в фондах, рекламных агентствах и учреждениях, включая больницы, специализирующиеся на детях и медицине, большая часть её карьеры была посвящена ведению хроники города Балтимор. Работа Дженнифер часто сосредоточена на защите интересов людей с ограниченными возможностями.
Бишоп снимала многие свои фотографии на Kodak Tri-X с минимальным оборудованием, обычно в чёрно-белом исполнении. С 2004 года она занимается цветной цифровой фотографией, снимая на беззеркальную камеру Nikon серии Z, иногда делая свои изображения в чёрно-белом стиле.

## Оценка
Согласно журналу Baltimore Fishbowl, документальный стиль Бишоп «причудливый и глубоко гуманистический» с «сострадательной способностью захватывать людей» в «моменты, раскрывающие обстоятельства». По словам Гленна Макнатта из The Baltimore Sun, у Дженнифер есть «чрезвычайно чувствительная антенна для эмоциональных излучений обычных людей, передающая тайны и чудеса повседневной жизни». Критик Майкл Олескер писал, что Бишоп «отрицает дешёвую сентиментальность» и что её фотографии содержат «кривую иронию, которая тревожно похожа на правду».